# Lịch Cơ
Lịch Cơ (chữ Hán: 栗姬; ? - khoảng sau 150 TCN), còn phiên âm là Lật Cơ, phi tần từng được sủng ái của Hán Cảnh Đế và là thân mẫu của Phế Thái tử Lâm Giang Mẫn vương Lưu Vinh. 
Bà nổi tiếng với câu chuyện từ chối thẳng thừng lời nghị hôn của chị Hán Cảnh Đế là Quán Đào công chúa Lưu Phiếu. Sự hống hách của Lịch Cơ khiến mẹ con bà bị Quán Đào công chúa và Vương hoàng hậu hại đến thất sủng, bị phế truất, về sau chết trong ấm ức.

## Tiểu sử

### Sinh con trưởng
Lịch Cơ là người nước Tề, dung mạo xuất chúng. Không rõ năm bà nhập cung, chỉ biết khi đó Hán Cảnh Đế còn là Thái tử Lưu Khải của Hán Văn Đế. Lưu Khải đã có Thái tử phi Bạc thị, nên Lịch cơ chỉ là thiếp. Bà sinh con trai cả là Lưu Vinh nên được Hán Cảnh Đế hết mực sủng ái. Sau này, Lịch Cơ còn sinh thêm hai người con trai nữa là Hà Gian vương Lưu Đức cùng Lâm Giang vương Lưu Át. Bạc thị vẫn chưa sinh người con nào nên bị Cảnh Đế lạnh nhạt. 
Năm Hán Cảnh Đế Tiền Nguyên thứ 6 (151 TCN), Bạc hoàng hậu không con nên bị phế truất. Ngôi vị Hoàng hậu để trống.
Năm thứ 4 (153 TCN), Cảnh Đế lập Lưu Vinh làm Thái tử. Lịch Cơ tuy không được phong Hậu, nhưng vẫn vô cùng đắc chí vì nghĩ con mình về sau làm Hoàng đế. Bà trở nên hống hách kiêu ngạo, hay ghen tuông với phi tần khác. Trưởng công chúa Lưu Phiêu là chị gái của Hán Cảnh Đế, thường xuyên hiến tặng mỹ nhân cho Cảnh Đế, mà những mỹ nữ này đều có sủng hạnh vượt lên trên Lịch Cơ, vì vậy Lịch Cơ cảm thấy bất mãn. Ngày nọ, Công chúa bái kiến Lịch Cơ, ngỏ ý muốn con gái mình là Trần thị thành hôn với Lưu Vinh, mục đích làm Thái tử phi, tương lai trở thành Hoàng hậu. Lịch Cơ không vui, ngoài miệng tạ Trưởng công chúa, nhưng không hứa được. 
Vào lúc đó, Vương phu nhân, phi tần khác của Cảnh Đế sinh Hoàng tử thứ 11 là Lưu Triệt, phong làm Giao Đông vương (膠東王). Bị Lịch Cơ từ chối, Trưởng công chúa quay sang nghị hôn với Vương phu nhân. Vương phu nhân muốn tìm chỗ dựa nên lập tức đồng ý. Trưởng công chúa sau đó giận Lịch Cơ, nên tranh thủ giúp con rể tương lai giành ngôi Thái tử. Do đó, ở trước mặt Hán Cảnh Đế, Trưởng công chúa thường hay nói tốt cho Lưu Triệt, và từ tốn dèm pha Lịch Cơ rằng: "Lịch Cơ cùng các quý phu nhân, sủng cơ khác tụ tập. Sau lưng thường sai cung nữ dùng tà thuật nguyền rủa". Hán Cảnh Đế nghe thế, nhưng niệm tình cảm phu thê nhiều năm với Lịch Cơ nên không để bụng.

### Bị phế và qua đời
Vào một ngày Cảnh Đế không khỏe, trong lòng không vui, cho gọi Lịch Cơ dò xét, đem những đứa con trai được phong Vương nhờ cậy Lịch Cơ, nói rằng: "Trẫm sau này trăm tuổi quy thiên, nàng hãy chiếu cố bọn chúng!". Thế nhưng Lịch Cơ chẳng những không đáp ứng, còn đối đáp lỗ mãng. Cảnh Đế trong lòng thập phần không vui. Trưởng công chúa và Vương phu nhân biết được Hoàng đế bắt đầu chán ghét Lịch Cơ nên ngấm ngầm tìm cơ hội để kích động. 
Năm Cảnh Đế Tiền Nguyên thứ 7 (150 TCN), Vương phu nhân sai đại thần tấu thỉnh lập Lịch Cơ làm Hoàng hậu, tâu rằng: "Phép xưa nói 'Tử dĩ Mẫu quý, Mẫu dĩ Tử quý'. Nay thân là sinh mẫu của Thái tử lại không có vị hiệu, cẩn thiết xin lập làm Hoàng hậu". Cảnh Đế đang không vừa lòng Lịch Cơ, cho rằng đại thần bị Lịch Cơ xúi giục, nên tức giận sai xử tử. Đồng thời, Cảnh Đế ra chiếu phế truất Thái tử Lưu Vinh, giáng làm Lâm Giang vương (臨江王). Con bị phế, Cảnh Đế về sau cũng không muốn gặp lại, Lịch Cơ u uất rồi qua đời, không rõ thời gian bà mất năm nào.
Sau khi Lưu Vinh bị phế, Vương phu nhân được lập làm Kế hậu. Lưu Triệt, con trai duy nhất của bà trở thành "Đích tử" nên được phong làm Thái tử.